# Cristian Casoli
Cristian Casoli (ur. 27 stycznia 1975 w Varese) – włoski siatkarz występujący obecnie w Serie A1, w drużynie Pallavolo Molfetta. Gra na pozycji przyjmującego. 99 razy wystąpił w reprezentacji Włoch.

## Kariera
- 1992–1995  Volley Gonzaga Milano
- 1995–2003  Bre Banca Lannutti Cuneo
- 2003–2006  Sisley Treviso
- 2006–2008  Cimone Modena
- 2008–2009  Iskra Samara
- 2009–2012  Pallavlo Modena
- 2012–2013  New Mater Volley Castellana Grotte
- 2013–2014  Pallavolo Molfetta

## Sukcesy
- Zwycięstwo w Lidze Światowej: 1997, 1999
- Puchar Ligi Mistrzów: 2006
- Puchar CEV: 1996, 2002
- Superpuchar Europy: 1996, 1997
- Mistrzostwo Włoch: 2004, 2005
- Puchar Włoch: 1996, 1999, 2002, 2004, 2005
- Superpuchar Włoch: 1996, 1999, 2002, 2003, 2004, 2005
- Puchar Challenge: 2008